# Frederick Catherwood
Frederick Catherwood fou un explorador, dibuixant, arquitecte i fotògraf anglès, nascut a Hoxton, el 27 de febrer de 1799. Va morir ofegat el 20 de setembre de 1854, a les costes de l'Illa de Terranova, després de l'enfonsament del vapor Artic, al qual hi viatjava de Liverpool a Nova York.

## Biografia
El seu interès per l'art clàssic el va portar a visitar les ruïnes de Taormina, de Messina i de Siracusa a Sicília. D'allà, va realitzar viatges a Grècia, Turquia, el Líban, Egipte i Palestina realitzant dibuixos i aiguaforts dels jaciments trobats. D'aquests viatges, són famosos i extraordinaris els dibuixos que va realitzar a Baalbek.
Posteriorment es va fer famós per les seves exploracions de les ruïnes de la civilització maia, en companyia de l'escriptor nord-americà John Lloyd Stephens.

## Viatges amb Stephens
L'any 1836 va conèixer John Lloyd Stephens a Londres, i va néixer entre ambdós una gran amistat. Després de llegir el relat de les ruïnes de Copán publicat per Juan Galindo van decidir visitar l'Amèrica Central a fi de completar aquesta documentació amb més dades i il·lustracions. Els expedicionaris van assolir el seu objectiu el 1839 i es van mantenir junts durant els següents anys, visitant i documentant dotzenes de ruïnes, moltes d'elles per primer cop.
Junts van publicar el llibre Incidents de Viatges a Amèrica Central, Chiapas i Yucatán, 1841, amb textos de Stephens i il·lustracions basades en els dibuixos de Catherwood. Per a la realització dels seus dibuixos Catherwood va utilitzar càmera lúcida, amb la qual va obtenir esplèndids resultats.
Stephens i Catherwood van tornar a Yucatán per realitzar noves exploracions, publicant posteriorment Incidents de Viatges a Yucatán, 1843. Per a la realització dels seus dibuixos Catherwood va portar també una càmera fotogràfica (daguerreotip) amb què documentar les troballes. Tanmateix, la càmera només la van emprar per congraciar-se amb els seus amfitrions mexicans fent-ne retrats.
En els següents anys Catherwood va publicar Vistes d'Antics Monuments d'Amèrica Central, Chiapas i Yucatán, 1844, on hi incloïa 25 litografies en color procedents d'aiguaforts realitzats de diverses ruïnes.

## Exposició i incendi

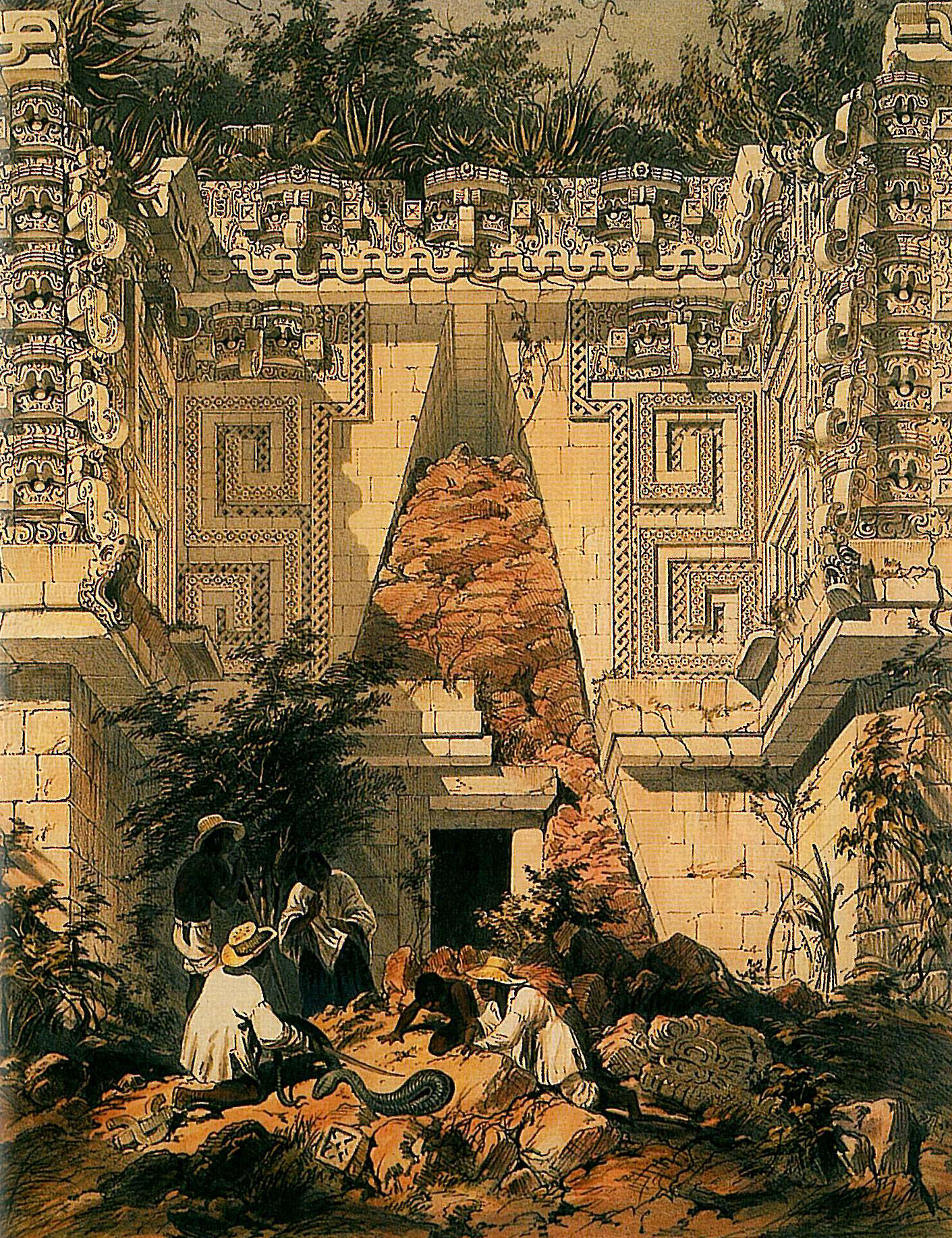
Litografia de Frederick Catherwood Casa del Governador a Uxmal.

Gran part de la seva obra, composta de dibuixos i pintures, va ser exposada en un edifici del carrer Prince a Nova York, l'exposició s'anomenava Panorama de Tebes i Jerusalem, però el 31 de juliol de 1842 va ocórrer un incendi que va destruir l'edifici. Els dibuixos que es van salvar del desastre es trobaven als tallers editorials de Harper & Brothers on es preparava la publicació de l'obra de Stephens. Actualment la seva obra es troba distribuïda entre diferents museus i col·leccions privades.

## Construcció de ferrocarril i mort
El 1845 es va integrar com a enginyer a la Companyia ferroviària Damerar per al projecte del primer ferrocarril a l'Amèrica del Sud, a causa de la seva feina va viatjar sovint a Califòrnia, la Guaiana Britànica, Panamà i Londres.
El 1854, després de la mort del seu amic i company de viatge John L. Stephens, es va encarregar de realitzar a manera d'homenatge la publicació del llibre Incidents del viatge a Amèrica Central. El setembre d'aquell any, va emprendre el viatge de Liverpool a Nova York al vapor Artic, tanmateix l'embarcació va col·lidir amb el vapor francès Vesta a prop de les costes de Terranova, no va sobreviure al desastre marítim; la notícia de la seva mort va ser inadvertida als diaris de l'època.
El 2007 es va obrir a la ciutat de Mérida a Yucatán, la "Casa Frederick Catherwood" amb una col·lecció de les litografies de "Vistes d'Antics Monuments d'Amèrica Central".